# Pritha albimaculata
Pritha albimaculata är en spindelart som först beskrevs av O. Pickard-Cambridge 1872.  Pritha albimaculata ingår i släktet Pritha och familjen Filistatidae.
Artens utbredningsområde är Israel. Inga underarter finns listade i Catalogue of Life.